# Savara amisa
Savara amisa là một loài bướm đêm trong họ Noctuidae.